# Négrette (olive)
La négrette est une variété d'olive originaire du Gard.

## Histoire
La variété est attestée depuis le XVIIIe siècle et était également désignée sous les noms de « moureau, mourette, mourescalle ». Au XIXe siècle, on la désignait également sous le terme « d'olive hâtive » ou « olive précoce ». On la trouve également sous le nom de Pausia. amara dans certains vieux ouvrages et l’agronome romain Columelle lui avait donnée le nom de pausea.

## Récolte
C'est une variété précoce dont la récolte commence début novembre pour finir en décembre. Le rendement est faible, sept kilos d'olives ne fournissant qu'un litre d'huile.

## Caractéristique
Cette olive donne une huile dorée et douce au fruité mûr. À la dégustation, elle dégage des notes de noisette ou d'amande, légèrement réglissées et vanillées, avec une arrière-bouche poivrée.